# Hayyanita
La hayyanita és un mineral de la classe dels sulfurs que pertany al grup de la sterryita.

## Característiques
La hayyanita és una sulfosal de fórmula química Cu₅Ag₁₁Pb₇₆Sb₇₁As₁₇(As²⁺)₈S₂₂₄. Va ser aprovada com a espècie vàlida per l'Associació Mineralògica Internacional en el mes d'agost de l'any 2023, i encara resta pendent de publicació. Cristal·litza en el sistema monoclínic.
L'exemplar que va servir per a determinar l'espècie, el que es coneix com a material tipus, es troba conservat a les col·leccions del Museu d'Història Natural de Viena, amb el número de catàleg: NHMW-MIN-O2767.

## Formació i jaciments
Va ser descoberta al dipòsit d'or de Barika, uns disset quilòmetres a l'est de la ciutat de Sardasht, dins el comtat homònim (Azerbaidjan Occidental, Iran). Aquest indret és l'únic a tot el planeta on ha estat descrita aquesta espècie mineral.